# Diallassagou
Diallassagou is een gemeente (commune) in de regio Mopti in Mali. De gemeente telt 22.700 inwoners (2009).